# La leyenda del monte
La leyenda del monte es una zarzuela con texto de Manuel Serrano y música de Sixto María Durán Cárdenas

## Datos históricos
Sixto María Durán Cárdenas estrenó hacia 1911 en el teatro Sucre de la capital ecuatoriana su zarzuela La leyenda del monte con textos de Manuel Serrano. La zarzuela fue montada por la Compañía Saullo y tuvo decorados de José María Navarro. El éxito de las representaciones tuvieron como consecuencia que poco después, por intervención de Manuel María Sánchez ante el presidente de la República Emilio Estrada Carmona, Sixto María Durán Cárdenas fuera nombrado Director del Conservatorio Nacional de Música y Declamación en la capital del Ecuador. Ello significó uno de los momentos más importantes en la carrera del compositor ecuatoriano. La zarzuela La leyenda del monte se considera una de las más importantes escritas en el Ecuador, pero no ha sido aún grabada.

## Literatura complementaria
- El Catálogo de las obras de Sixto María Durán Cárdenas, que suman más de ciento cincuenta, ha sido elaborado por el Fondo Musical de Archivo Histórico del Banco Central y las recopilaciones las ha efectuado el Archivo Sonoro.

Sixto María Durán Cárdenas
- Diccionario de la música española e hispanoamericana (DMEH). Editado por la Sociedad General de Autores y Editores (SGAE) y el Instituto Nacional de las Artes Escénicas y de la Música (INAEM) del Ministerio de Educación, Cultura y Deporte de España.

## Enlaces
- https://web.archive.org/web/20090223174434/http://ecuador-news.info/cultura_musica.htm
- https://web.archive.org/web/20070308223129/http://www.comunidadandina.org/bda/hh44/20AIRES%20NACIONALES%20EN%20LA%20M%C3%9ASICA.pdf
- http://www.diccionariobiograficoecuador.com/tomos/tomo20/d1.htm Archivado el 23 de septiembre de 2015 en Wayback Machine.
- http://janeth_haro.tripod.com/lamusica.htm
- http://www.jstor.org/pss/780185
- http://www.jstor.org/pss/780464
- http://janeth_haro.tripod.com/lamusica.htm
- http://phonoarchive.org/grove/Entries/S08534.htm (enlace roto disponible en Internet Archive; véase el historial, la primera versión y la última).
- http://www.diccionariobiograficoecuador.com/tomos/tomo20/d1.htm Archivado el 23 de septiembre de 2015 en Wayback Machine.

- Datos: Q5967155